# Преображение Господне (Хортач)
„Преображение Господне“ (на гръцки: Μεταμορφώσεως Σωτήρος) е средновековна църква в солунското село Хортач (Хортиатис), Гърция, част от Неаполската и Ставруполска епархия.
Църквата вероятно е била гробищният храм на Хортачкия манастир „Света Богородица“, основан в XI век и известен по писмени източници. В селото близо до манастира има и останки от укрепленията на манастира. Стенописите в църквата, датиращи от втората половина на XII век, Комниновата епоха, са изключително ценни.
В 1967 година църквата е обявена за паметник на културата.
В 1961 година край селото е основан нов манастир.